# Metrichia longitudinis
Metrichia longitudinis is een schietmot uit de familie Hydroptilidae. De soort komt voor in het Neotropisch gebied.